# 伊萬尼夫卡 (別里斯拉夫區)
47°28′15″N 33°22′54″E / 47.47083°N 33.38167°E
伊萬尼夫卡（烏克蘭語：Іванівка）是位於烏克蘭南部的村莊，由赫爾松州貝里斯拉夫區的維索科皮利亞市鎮負責管轄。該村始建於1780年，面積19平方公里，海拔高度25米，2001年人口831，人口密度每平方公里43.7人。